# La Folle et Véritable Vie de Luigi Prizzoti
 (février 2016).
Si vous disposez d'ouvrages ou d'articles de référence ou si vous connaissez des sites web de qualité traitant du thème abordé ici, merci de compléter l'article en donnant les références utiles à sa vérifiabilité et en les liant à la section « Notes et références ».
La Folle et Véritable Vie de Luigi Prizzoti est un spectacle de music-hall joué à la Cigale en février 2006, puis aux Folies Bergère du 3 au 11 mars 2007 après une tournée dans plusieurs villes de France, écrit en 2005 et interprété par Édouard Baer et une troupe de comédiens, chanteurs, musiciens (dont Fred Pallem), comiques formée autour de lui : on y trouve notamment Jean Rochefort, l'Oiseau Bleu (alias Arnaud Aymard), Yvette Leglaire ou encore Grand Corps Malade alors encore inconnu du grand public.
Ce spectacle trouve son inspiration aussi bien chez Federico Fellini, le cabaret de l'entre-deux-guerres, la commedia dell'arte ou le cirque. Absurde et poétique, il raconte la vie imaginaire d'un certain Luigi Prizzoti, de sa naissance (à l'âge de 40 ans dans une famille de 412 enfants) à sa mort et de son envie de devenir comédien.[réf. nécessaire]